# Wisches
Wisches (en alemany Wisch) és un municipi francès, situat a la regió del Gran Est, al departament del Baix Rin. L'any 1999 tenia 2.017 habitants. Limita amb Lutzelhouse i Muhlbach-sur-Bruche al nord-est, Russ i Schirmeck al sud-oest, i Schwartzbach al sud-est.
Forma part del cantó de Mutzig, del districte de Molsheim i de la Comunitat de comunes de la Vall de la Bruche.

## Demografia
| 1962  | 1968  | 1975  | 1982  | 1990  | 1999  |
| ----- | ----- | ----- | ----- | ----- | ----- |
| 1.702 | 1.794 | 1.867 | 1.719 | 1.655 | 2.017 |

## Administració
| Període | Identitat   | Partit |
| ------- | ----------- | ------ |
| 2001-   | Alain Ferry | UMP    |

## Personatges il·lustres
- François Joseph Drouot de la Marche, general (1733-1814).